# Судова експертиза
Судова́ експерти́за (від лат. expertus — той, що знає з досвіду, досвідчений) — це дослідження на основі спеціальних знань у галузі науки, техніки, мистецтва, ремесла тощо об’єктів, явищ і процесів з метою надання висновку з питань, що є або будуть предметом судового розгляду.
Судова експертиза є однією з різновидів експертизи, яка володіє особливими ознаками, описаними в процесуальному законі. Як і всіляка інша експертиза, судова експертиза становить собою спеціальне дослідження. Судова експертиза — це опосередкований засіб доказування, сутність якого полягає в тому, що уповноважена процесуальним законом особа (слідчий, прокурор, суд) доручає судовому експерту вирішити поставлені перед ним питання, а судовий експерт, користуючись своїми спеціальними знаннями, проводить дослідження наданих йому матеріалів і надає висновок, який використовується як джерело доказів у кримінальному, цивільному, господарському, адміністративному судовому процесі, у справах про адміністративні правопорушення, а також у виконавчому провадженні.

## Законодавство про судову експертизу
Законодавство України про судову експертизу складається з низки нормативно-правових актів:
- Закон України «Про судову експертизу»[4];
- Інструкція про призначення та проведення судових експертиз та експертних досліджень. Затверджено Наказом Міністерства юстиції України  08.01.1998  № 53/5 (у редакції наказу  Міністерства юстиції України  26.12.2012 № 1950/5, із змінами внесеними Наказом Міністерства юстиції України від 27 липня 2015 року № 1350/5).
- Інструкція про проведення судово-медичної експертизи, затв. Наказом Міністерства охорони здоров'я України від 17.01.95 р. № 6[5];
- Порядок ведення державного Реєстру атестованих судових експертів, затв. Наказом Міністерства юстиції України від 29.03.2012 № 492/5[6];
- Положення про експертно-кваліфікаційні комісії та атестацію судових експертів, затв. Наказом Міністерства юстиції України від 08.10.1998 № 53/5[7];
- інші законодавчі акти.

Якщо міжнародним договором, згода на обов'язковість якого надана Верховною Радою України, встановлено інші правила, ніж ті, що передбачено законодавством України про судову експертизу, застосовуються правила міжнародного договору України.

## Принципи судово-експертної діяльності
Принципи (лат. principium — початок, основа) судово-експертної діяльності — це керівні основоположні теоретичні та практичні засади, що становлять основу судової експертизи та практичної діяльності судового експерта в межах його законних повноважень, прав та обов'язків.
Судово-експертна діяльність здійснюється на принципах:
1. Законності. Всі дії у процесі судово-експертної діяльності повинні знаходитися в рамках закону та відповідати йому;
2. Дотримання прав, свобод, та законних інтересів фізичних та юридичних осіб;
3. Незалежності судового експерта. Експерт не повинен знаходитися в будь-якій залежності (матеріальній або службовій) від будь-якої зі сторін, органів досудового розслідування та суду;
4. Допустимості використання методів, засобів та способів проведення експертних досліджень;
5. Повноти та об'єктивності експертних досліджень;
6. Максимального збереження об'єктів експертного дослідження. Це принцип, основою якого є намагання заподіяти мінімального ушкодження об'єкта експертного дослідження;
7. Дотримання професійної етики судового експерта[9].

## Об'єкти судової експертизи
Як зазначає В. О. Комаха, об'єкти судової експертизи — це матеріальні носії інформації про факти і події, що досліджуються експертом. Об'єктами судової експертизи, головним чином, є речові докази. Наприклад, сліди, механізми, сипучі, рідкі тіла, виділення організму людини, різноманітні зразки, а також інші матеріали справи (протоколи, фотографії, кіноплівки тощо).

## Суб'єкти судово-експертної діяльності
Судово-експертну діяльність здійснюють державні спеціалізовані установи, а також у випадках і на умовах, визначених Законом, судові експерти, які не є працівниками зазначених установ.
До державних спеціалізованих установ належать:
науково-дослідні установи судових експертиз Міністерства юстиції України;
науково-дослідні установи судових експертиз, судово-медичні та судово-психіатричні установи Міністерства охорони здоров'я України;
експертні служби Міністерства внутрішніх справ України, Міністерства оборони України, Служби безпеки України та Державної прикордонної служби України.
Виключно державними спеціалізованими установами здійснюється судово-експертна діяльність, пов'язана з проведенням криміналістичних, судово-медичних і судово-психіатричних експертиз.
Атестовані відповідно до закону судові експерти включаються до державного Реєстру атестованих судових експертів, ведення якого покладається на Міністерство юстиції України. Особа або орган, які призначили судову експертизу, можуть доручити її проведення тим судовим експертам, яких внесено до Реєстру.
На даний час в Україні діють вісім науково-дослідних установ судових експертиз Мін'юсту:
| Назва установи, відділення | Зона обслуговування                                                                                     | Види експертиз | Адреса                                                      | Керівник                     | Сайт |
| --- | --- | --- | ----------------------------------------------------------- | ---------------------------- | ---- |
| Дніпропетровський науково-дослідний інститут судових експертиз | Дніпропетровська, Запорізька області                                                                    | Почеркознавча та авторознавча, технічна експертиза документів, трасологічна, інженерно-технічна, економічна, товарознавча, автотоварознавча, експертиза, пов'язана з охороною прав на об'єкти інтелектуальної власності | 49000 м. Дніпро, вул. Січеславська Набережна, 17 (кім. 361) | Порошин Дмитро Юрійович      |      |
| Донецький науково-дослідний інститут судових експертиз — Луганське відділення Донецького НДІСЕ | Донецька і Луганська області                                                                            | Криміналістичні: почеркознавчі; технічна експертиза документів; трасологічні; балістичні; матеріалів, речовин та виробів з їх (дослідження лакофарбових матеріалів і покрить; полімерних матеріалів, пластмас і виробів з їх; волокнистих матеріалів; нафтопродуктів; паливно- мастильних матеріалів, скла, кераміки; наркотичних сильнодійних речовин; металів та сплавів; Біологічні (дослідження об'єктів рослинного та тваринного походження); Інженерно- технічні: автотехнічні та автотрасологічні; гірничотехнічні, пожежно- технічні, будівельно-технічні; у галузі охорони праці та безпеки життєдіяльності; компьютерно- технічні; Економічні; Товарознавчі; Автотоварознавчі; Експертиза охорони прав на об'єкти інтелектуальної власності; Психологічні; Мистецтвознавчі | 83087 м. Донецьк, вул. Дубравна, 1б                         | Дружинін Геннадій Михайлович |      |
| Київський науково-дослідний інститут судових експертиз — Вінницьке відділення Київського НДІСЕ — Житомирське відділення Київського НДІСЕ — Тернопільське відділення Київського НДІСЕ — Черкаське відділення Київського НДІСЕ — Чернігівське відділення Київського НДІСЕ | м. Київ, Вінницька, Житомирська, Київська, Тернопільська, Хмельницька, Черкаська і Чернігівська області | Автотехнічна, Нашарувань на одязі (взутті) (МРВ), Автотоварознавча, Нашарувань на одязі (взутті) (трасологічна), Об'єктів інтелектуальної власності, Балістична, Пожежно-технічна, Біологічна, Полімерів, пластмас та скла, Будівельно-технічна, Портретна, Вибухових пристроїв, Почеркознавча, Вибухових речовин і продуктів вибуху (пострілу), Психологічна, Відеозвукозапису, Рельєфних знаків, Волокон і волокнистих матеріалів, Рідин, що містять спирт, Вузлів та петель, Слідів злому, інструментів, виробів масового виробництва, Ґрунтознавча, Слідів ніг (лап) та зубів тварин, Екологічна із дослідження пестицидів, Слідів ніг людини та взуття, Економічна, Слідів рук (дактилоскопічна), Електротехнічна, Слідів транспортних засобів, З дослідження причин та наслідків порушень вимог безпеки життєдіяльності та охорони праці, Стану доріг і дорожніх умов у місцях ДТП, Замикальних та запобіжних (контрольних) пристроїв (засобів), Телекомунікаційних систем та засобів, Комп'ютерної техніки і програмних продуктів, Технічна документів, Лакофарбових матеріалів та покриттів, Товарознавча, Матеріалів, речовин та виробів, Транспортно-трасологічна, Металів і сплавів, Трасологічна, Механічних пошкоджень одягу, Фототехнічна, Мистецтвознавча, Холодної зброї, Наркотичних засобів та сильнодійних речовин, Цілого за частинами, Нафтопродуктів та пально-мастильних матеріалів | 03680 м. Київ, вул. Сім'ї Бродських, 6                      | Рувін Олександр Григорович   |      |
| Кримський науково-дослідний інститут судових експертиз | Автономна Республіка Крим                                                                               | Криміналістичні, автотехнічні, економічні, товарознавчі, автотоварознавчі, будівельно-технічні, біологічні, мистецтвознавчі, психологічні експертизи, експертизи комп'ютерної техніки та програм, продуктів, матеріалів, речовин і виробів, експертизи, пов'язаних з охороною прав на об'єкти інтелектуальної власності, та ін. (у тому числі оцінка майна, майнових прав і бізнесу) у кримінальних, цивільних, господарських справах, у справах про адміністративні правопорушення та виконавчому провадженні | 95001 АР Крим, м. Сімферополь, вул. Чехова, 55а             | Ярошеня Галина Володимирівна |      |
| Львівський науково-дослідний інститут судових експертиз — Волинське відділення Львівського НДІСЕ | Волинська, Закарпатська, Івано-Франківська, Львівська, Рівненська і Чернівецька області                 | Криміналістичні експертизи, експертизи матеріалів, речовин і виробів, залізнично-транспортні експертизи | 79008 м. Львів, пл. Соборна, 7                              | Курильова Олена Франтишківна |      |
| Одеський науково-дослідний інститут судових експертиз — Миколаївське відділення Одеського НДІСЕ — Херсонське відділення Одеського НДІСЕ | Одеська, Миколаївська і Херсонська області                                                              | Судово-почеркознавчі, товарознавчі, автотоварознавчі, технічні експертизи документів, фізико-хіміко-біологічні експертизи, автотехнічні, економічні, будівельно-технічні, експертизи математичного моделювання та автоматизації експертних досліджень, трасологічні, балістичні експертизи, з питань інтелектуальної власності | 65026 м. Одеса, вул. Ланжеронівська, 21                     | Ріпенко Артем Ігорович       |      |
| Харківський науково-дослідний інститут судових експертиз ім. M.С. Бокаріуса — Полтавське відділення Харківського НДІСЕ — Севастопольське відділення Харківського НДІСЕ — Сумське відділення Харківського НДІСЕ                                                          | Полтавська, Сумська, Харківська області та м. Севастополь                                               | Почеркознавчі, авторознавчі, психологічні та мистецтвознавчі, трасологічні, балістичні, вибухотехнічні, технічні дослідження документів, фізичні, хімічні, біологічні, інженерно-транспортні, пожежнотехнічні, електротехнічні, у галузі охорони праці та безпеки життєдіяльності, товарознавчі, об'єктів інтелектуальної власності, будівельно-технічні, економічні, комп'ютерно-технічні, фоноскопічні, аналітичні | 61077 м. Харків, вул. Золочевська, 8-а                      | Лозовий Андрій Іванович      |      |
| Науково-дослідний центр судової експертизи з питань інтелектуальної власності | Всі регіони                                                                                             | Дослідження, пов'язані з: літературними, художніми творами та інші; з комп'ютерними програмами і компіляціями даних (базами даних); з виконаннями, фонограмами, відеограмами, програмами (передачами) організацій мовлення; з винаходами і корисними моделями; з промисловими зразками; з комерційними (фірмовими) найменуваннями, торговельними марками (знаками для товарів і послуг), географічними зазначеннями; з комерційною таємницею (ноу-хау) і раціоналізаторськими пропозиціями; економічні дослідження у сфері інтелектуальної власності; дослідження телекомунікаційних систем (обладнання) та засобів | 01133, м. Київ, бульвар Лесі Українки, буд. 26, оф. 501     | Стародубов Ігор Вадимович    |      |

Відомості про атестованих судових експертів містяться за адресою Реєстру — http://rase.minjust.gov.ua/.

## Види судових експертиз
Класифікація судових експертиз — питання скоріше наукове, ніж законодавче. У Положенні про експертно-кваліфікаційні комісії та атестацію судових експертів вказані лише основні види судових експертиз та експертних спеціальностей:
| І. Криміналістична експертиза 1 Почеркознавча і авторознавча 1.1 Дослідження почерку і підписів 1.2 Дослідження писемного мовлення 2 Технічна експертиза документів 2.1 Дослідження реквізитів документів 2.2 Дослідження матеріалів документів 2.3 Дослідження друкарських форм та інших засобів виготовлення документів 3 Балістична 3.1 Дослідження вогнепальної зброї та слідів її складових деталей 3.2 Дослідження боєприпасів і слідів пострілу 3.3 Дослідження ситуаційних обставин пострілу 4 Трасологічна 4.1 Дослідження слідів людини та слідів тварини 4.2 Дослідження знарядь, агрегатів, інструментів і залишених ними слідів, ідентифікація цілого за частинами 4.3 Криміналістичне дослідження транспортних засобів 4.4 Дослідження ідентифікаційних номерів та рельєфних знаків 4.5 Дослідження холодної зброї 4.6 Дактилоскопічні дослідження 5 Вибухотехнічна 5.1 Дослідження вибухових речовин, продуктів вибуху та пострілу 5.2 Дослідження вибухових пристроїв, слідів та обставин вибуху 6 Фототехнічна, портретна та голографічних зображень 6.1 Дослідження фотозображень та технічних засобів їх виготовлення 6.2 Ідентифікація особи за ознаками зовнішності за матеріальними зображеннями 6.3 Дослідження голографічних захисних зображень та їх елементів 7 Відео-, звукозапису 7.1 Технічне дослідження матеріалів та засобів відео-, звукозапису 7.2 Дослідження диктора за фізичними параметрами усного мовлення, акустичних сигналів та середовищ 7.3 Лінгвістичне дослідження усного мовлення 8 Матеріалів, речовин та виробів 8.1 Дослідження лакофарбових матеріалів і покрить 8.2 Дослідження полімерних матеріалів і виробів з них 8.3 Дослідження волокнистих матеріалів і виробів з них 8.4 Дослідження нафтопродуктів і пально-мастильних матеріалів 8.5 Дослідження скла, кераміки та виробів з них 8.6 Дослідження наркотичних засобів, психотропних речовин, їх аналогів та прекурсорів 8.7 Дослідження спиртовмісних сумішей 8.8 Дослідження ґрунтів 8.9 Дослідження металів і сплавів 8.10 Дослідження наявності шкідливих речовин у навколишньому середовищі 8.11 Дослідження речовин хімічних виробництв та спеціальних хімічних речовин 8.12 Дослідження харчових продуктів 8.13 Дослідження сильнодіючих і отруйних речовин 9 Біологічна 9.1 Дослідження об'єктів рослинного походження 9.2 Дослідження об'єктів тваринного походження II. Інженерно-технічна експертиза 10 Інженерно-транспортна 10.1 Дослідження обставин дорожньо-транспортної пригоди 10.2 Дослідження технічного стану транспортних засобів 10.3 Дослідження деталей транспортних засобів 10.4 Транспортно-трасологічні дослідження 11 Безпеки життєдіяльності 10.5 Дослідження причин та наслідків порушення вимог безпеки життєдіяльності та охорони праці 12 Будівельно-технічна 10.6 Дослідження об'єктів нерухомості, будівельних матеріалів, конструкцій та відповідних документів 13 Земельно-технічна 10.7 Розподіл земель та визначення порядку користування земельними ділянками 14 Пожежно-технічна 10.8 Дослідження обставин виникнення і поширення пожеж та дотримання вимог пожежної безпеки 15 Комп'ютерно-технічна 10.9 Дослідження комп'ютерної техніки та програмних продуктів 16 Оціночно-будівельна 10.10 Визначення оціночної вартості будівельних об'єктів та споруд 17 Залізнично-транспортна 10.11 Дослідження обставин та механізму залізнично-транспортної пригоди 10.12 Дослідження технічного стану рухомого складу залізничного транспорту 10.13.1 Дослідження інженерного обладнання верхньої будови колії 10.13.2 Дослідження інженерного обладнання нижньої будови колії | 18 Оціночно-земельна 10.14 Оцінка земельних ділянок 19 Гірничотехнічна 10.15 Дослідження причин та наслідків надзвичайних подій у гірничій промисловості та в підземних умовах 20 Дорожньо-технічна 10.16 Дорожньо-технічні дослідження 21 Телекомунікаційна 10.17 Дослідження телекомунікаційних систем (обладнання) та засобів 22 Електротехнічна 10.18 Дослідження технічної експлуатації електроустаткування 23 Інженерно-екологічна 10.19 Дослідження обставин та організаційно-технічних причин і наслідків надзвичайної екологічної ситуації III. Економічна експертиза 24 Бухгалтерського та податкового обліку 11.1 Дослідження документів бухгалтерського, податкового обліку і звітності 25 Фінансово-господарської діяльності 11.2 Дослідження документів про економічну діяльність підприємств і організацій 26 Фінансово-кредитних операцій 11.3 Дослідження документів фінансово-кредитних операцій IV. Товарознавча експертиза 27 Машин, обладнання, сировини та товарів народного споживання 12.1 Визначення вартості машин, обладнання, сировини та товарів народного споживання 28 Автотоварознавча 12.2 Визначення вартості колісних транспортних засобів та розміру збитку, завданого власнику транспортного засобу 29 Транспортно-товарознавча 12.3 Оцінка судноплавних засобів 12.4 Оцінка літальних апаратів V. Експертиза у сфері інтелектуальної власності 30 Літературних і художніх творів 13.1.1 Дослідження, пов'язані з літературними, художніми творами, та інші 13.1.2 Дослідження, пов'язані з комп'ютерними програмами і компіляціями даних (базами даних) 31 Фонограм, відеограм, програм (передач) організацій мовлення 13.2 Дослідження, пов'язані з виконаннями, фонограмами, відеограмами, програмами (передачами) організацій мовлення 32 Винаходів і корисних моделей 13.3 Дослідження, пов'язані з винаходами і корисними моделями 33 Промислових зразків 13.4 Дослідження, пов'язані з промисловими зразками 34 Сортів рослин і порід тварин 13.5.1 Дослідження, пов'язані з сортами рослин 13.5.2 Дослідження, пов'язані з породами тварин 35 Комерційних (фірмових) найменувань, торговельних марок (знаків для товарів і послуг), географічних зазначень 13.6 Дослідження, пов'язані з комерційними (фірмовими) найменуваннями, торговельними марками (знаками для товарів і послуг), географічними зазначеннями 36 Топографій інтегральних мікросхем 13.7 Дослідження, пов'язані з топографіями інтегральних мікросхем 37 Комерційної таємниці (ноу-хау) і раціоналізаторських пропозицій 13.8 Дослідження, пов'язані з комерційною таємницею (ноу-хау) і раціоналізаторськими пропозиціями 38 Економічна у сфері інтелектуальної власності 13.9 Економічні дослідження у сфері інтелектуальної власності VI. Психологічна експертиза 39 Психологічна 14.1 Психологічні дослідження VII. Мистецтвознавча експертиза 40 Мистецтвознавча 15.1 Мистецтвознавчі дослідження |

### Інші класифікації судових експертиз
Питанню класифікації судових експертиз в юридичній літературі приділено значне місце. Свої класифікації пропонували О. Р. Шляховий, А. І. Вінберг, Н. Т. Малаховська, М. В. Салтевський, О. Р. Шляхов, Л. Є. Ароцкер, Г. Л. Грановський, О. Р. Росінська, С. Ф. Шумилін, О. М. Фількова, М. О. Селіванов, І. Г. Виноградов.
Та одну з новітніх і найбільш повних класифікацій запропонував і опублікував В. Н. Шерстюк:
- - судово-почеркознавча (дослідження почерку і підписів)
  - судово-авторознавча (дослідження письмової і усної мови)
  - судово-технічна експертиза документів (дослідження реквізитів документів; дослідження матеріалів документів; дослідження друкарських форм)
  - судово-балістична експертиза (дослідження вогнепальної зброї; дослідження боєприпасів і слідів пострілу)
  - судова експертиза холодної зброї
  - судово-вибухотехнічна експертиза (дослідження вибухових пристроїв, слідів і обставин вибуху)
  - судово-трасологічна експертиза
    - гомеоскопічна
    - слідів тварин
    - механоскопічна
    - слідів транспортних засобів
    - встановлення цілого за його частинами, з нею межує дослідження вузлів і переплетінь

  - судово-портретна експертиза
  - судова фоно- і відеографічна
    - дослідження матеріалів і засобів фіксації зображень і звуків
    - судово-експертне дослідження фізичних параметрів усної мови диктора
    - судово-експертне дослідження акустичних середовищ і розповсюдження в них сигналів

- - дослідження лакофарбових матеріалів
  - дослідження волокнистих матеріалів
  - дослідження нафтопродуктів, пального і мастильних матеріалів
  - дослідження скла, кераміки і виробів із нього
  - дослідження наркотичних, сильнодіючих і отруйних речовин
  - дослідження спиртомістких рідин
  - дослідження металів і сплавів
  - дослідження наявності шкідливих речовин у навколишньому середовищі
  - дослідження вибухових речовин, продуктів вибуху і пострілу

Судово-біологічні експертизи
- - дослідження об'єктів рослинного походження
  - дослідження об'єктів тваринного походження

Судово-ґрунтознавчі експертизи
- - дослідження ґрунтів

Судово-екологічні експертизи
- - судова будівельно-технічна експертиза
    - дослідження об'єктів нерухомості, будівельних матеріалів, конструкцій і відповідних документів
    - розділ земель і визначення порядку користування земельними ділянками

  - судова комп'ютерно-технічна експертиза, в тому числі
    - апаратно-комп'ютерна
    - програмно-комп'ютерна
    - інформаційно-комп'ютерна
    - експертизи комп'ютерної мережі

  - судова експертиза з метою дослідження побутової техніки
  - судова експертиза з метою дослідження спеціальних технічних засобів

- - наземного транспорту
    - автотехнічна
      - дослідження обставин дорожньо-транспортної пригоди
      - дослідження технічного стану дороги, дорожніх споруджень і зовнішніх умов
      - дослідження технічного стану транспортних засобів
      - дослідження частин, механізмів, вузлів і деталей транспортних засобів

    - залізничного транспорту
      - дослідження обставин залізнично-транспортної пригоди
      - дослідження технічного стану рухомого складу
      - дослідження інженерного обладнання верхньої будови залізничної колії

    - трубопровідна
      - дослідження обставин пригоди на трубопровідному транспорті
      - дослідження технічного стану трубопроводів, компресорних станцій і систем управління ними

  - водного транспорту
    - морського транспорту
      - дослідження обставин морської транспортної пригоди **** дослідження технічного стану кораблів, суден та інших плавзасобів
      - дослідження частин, механізмів, вузлів і деталей кораблів, суден та інших плавзасобів
      - дослідження технічного стану портових споруд, обладнання і засобів забезпечення безпеки мореплавства

    - річкового транспорту
      - дослідження обставин річкової транспортної пригоди
      - дослідження технічного стану кораблів, суден, інших плавзасобів
      - дослідження частин, механізмів, вузлів і деталей кораблів, суден та інших плавзасобів
      - дослідження технічного стану портових споруд, обладнання і засобів забезпечення безпеки судноплавства

  - повітряного транспорту
    - авіаційно-технічна
      - дослідження обставин авіапригоди
      - дослідження технічного стану авіатранспортних засобів
      - дослідження частин, механізмів, вузлів і деталей авіатранспортних засобів
      - дослідження аеродромних споруд, обладнання і засобів забезпечення безпеки польотів

Судові інженерно-технологічні експертизи
- - дослідження відповідності дій юридичних і фізичних осіб вимогам норм охорони праці і безпеки життєдіяльності
  - дослідження причин виникнення і розповсюдження пожеж
  - вибухотехнологічна

Судово-економічні експертизи
- - дослідження документів бухгалтерського обліку і звітності
  - дослідження документів про фінансово-кредитні операції
  - дослідження документів про економічну діяльність підприємств і організацій
  - економічні дослідження, пов'язані з використанням прав на об'єкти інтелектуальної власності

- - товарів народного споживання
    - дослідження якості промислових товарів і встановлення їх вартості
    - дослідження якості продовольчих товарів і встановлення їх вартості

  - транспортно-товарознавчі
    - визначення вартості автомототранспорту, розміру збитків, заподіяних власнику транспортного засобу
    - визначення вартості водного транспорту, розміру збитків, заподіяних власнику водного транспорту
    - визначення вартості залізничного транспорту, розміру збитків, заподіяних власнику залізничного транспорту
    - визначення вартості авіатранспорту, розміру збитків, заподіяних власнику авіатранспорту

  - комп'ютерно-товарознавчі
    - дослідження якості апаратно-комп'ютерних засобів і встановлення їх вартості
    - дослідження програмного забезпечення для встановлення його вартості

  - оцінка нерухомості, бізнесу, майнових і немайнових прав
    - визначення вартості будівельних об'єктів і споруд
    - визначення вартості державного майна, майна з часткою

державної власності
- -     - визначення вартості недержавної власності
      - вартість майна при створенні статутного фонду господарського товариства
      - вартість майна при продажі на аукціоні
      - вартість часток, паїв учасників при виході із акціонерного товариства

    - вартість майна, що пропонується як застава;
    - вартість майна при страхуванні
    - вартість майна для цілей оподаткування
    - вартість цілісного майнового комплексу при викупі
    - вартість майна при ліквідації, банкрутстві
    - початкова ціна майна для аукціону, конкурсу
    - ціна пакету акцій акціонерного товариства, спільного підприємства
    - вартість об'єктів незавершеного будівництва
    - вартість майна в умовах оренди

  - оцінка обладнання
    - визначення вартості виробничо-промислового обладнання
    - визначення вартості сільськогосподарського обладнання
    - визначення вартості торговельно-побутового обладнання
    - визначення вартості науково-дослідного обладнання
    - визначення вартості культурно-освітнього обладнання

  - оцінка земель
    - визначення вартості земель сільськогосподарського призначення
    - визначення вартості земель житлової і суспільної забудови
    - визначення вартості земель природно-заповідного та іншого природоохоронного призначення
    - визначення вартості земель рекреаційного призначення
    - визначення вартості земель історично-культурного призначення
    - визначення вартості земель лісового фонду
    - визначення вартості земель водного фонду
    - визначення вартості земель промисловості, транспорту, зв'язку, енергетики, оборони та іншого призначення

Судові експертизи з метою охорони прав на об'єкти інтелектуальної власності
- - дослідження об'єктів авторського права
  - дослідження об'єктів суміжних прав
  - дослідження, пов'язані з охороною прав на промислові зразки
  - дослідження, пов'язані з охороною прав на сорти рослин і породи тварин
  - дослідження, пов'язані з охороною прав на знаки для товарів і послуг, фірмові найменування, позначення походження товарів
  - дослідження, пов'язані з охороною прав на топографію інтегральних мікросхем
  - дослідження, пов'язані з охороною прав на конфіденційну інформацію

Судово-мистецтвознавчі експертизи
Судово-психологічні експертизи
- - дослідження психологічних особливостей особистості, рис характеру
  - дослідження емоційних реакцій і станів
  - дослідження закономірностей перебігу психічних процесів, рівня розвитку і індивідуальних властивостей

Судово-психіатричні експертизи
- - дослідження психічного стану особистості

Судово-фармацевтичні експертизи
Судово-медичні експертизи
- - дослідження трупа
  - дослідження живих осіб
  - дослідження речових доказів[17].

В. О. Комаха пропонує ділити судові експертизи за класами в залежності від своєрідності предмета спеціальних знань або об'єкта судово-експертного дослідження:
1. криміналістичні експертизи;
2. судові експертизи речовин, матеріалів і виробів із них;
3. судово-медичні експертизи;
4. судово-психіатричні експертизи;
5. судово-психологічні експертизи;
6. судово-наркологічні експертизи;
7. судово-фармацевтичні та фармакологічні експертизи;
8. судові санітарно-гігієнічні та санітарно-епідеміологічні експертизи;
9. судові експертизи дослідження харчових продуктів;
10. судово-екологічні експертизи;
11. судово-сільськогосподарські експертизи;
12. судово-ветеринарні експертизи;
13. судово-біологічні експертизи;
14. судово-ґрунтознавчі експертизи;
15. судово-економічні експертизи;
16. судово-товарознавчі експертизи;
17. судові експертизи з метою оцінки цілісних майнових комплексів;
18. судові експертизи охорони права на об'єкти інтелектуальної власності;
19. судові інженерно-технічні експертизи;
20. судові інженерно-транспортні експертизи;
21. судові інженерно-технологічні експертизи;
22. судово-мистецтвознавчі експертизи;
23. судово-пробірні експертизи.

Система сучасних судових експертиз за В. М. Тертишником.
У кримінальних провадженнях нині можливе призначення та здійснення таких експертиз: криміналістичної (почеркознавчої; лінгвістичної експертизи мовлення; технічної експертизи документів;  експертизи зброї та слідів і обставин її використання; трасологічної (крім досліджень слідів пошкодження одягу, пов'язаних з одночасним спричиненням тілесних ушкоджень, які провадяться в бюро судово-медичної експертизи); фототехнічної, портретної; експертизи голограм; відео-, звукозапису; вибухотехнічної; матеріалів, речовин та виробів (лакофарбових матеріалів і покриттів; полімерних матеріалів; волокнистих матеріалів; нафтопродуктів і пально-мастильних матеріалів; скла, кераміки; наркотичних засобів, психотропних речовин, їх аналогів та прекурсорів; спиртовмісних сумішей; ґрунтів; металів і сплавів; наявності шкідливих речовин у навколишньому середовищі; речовин хімічних виробництв та спеціальних хімічних речовин; харчових продуктів; сильнодіючих і отруйних речовин); біологічної); судово-медичної;  судово-психіатричної; судово-бухгалтерської; біологічної; психологічної; ґрунтознавчої;  судово-хімічної; ботанічної; інженерно-технічної (інженерно-транспортної (автотехнічної, транспортно-трасологічної, залізнично-транспортної); дорожньо-технічної; будівельно-технічної; оцінно-будівельної; земельно-технічної; оцінно-земельної; експертизи з питань землеустрою; пожежно-технічної; безпеки життєдіяльності; гірничотехнічної; інженерно-екологічної; електротехнічної; комп'ютерно-технічної; телекомунікаційної).
Поряд із вказаними видами інженерно-технічних експертиз експертні установи можуть провадити й інші їх види (підвиди) та комплексні технічні дослідження із залученням відповідних фахівців у певних галузях знань, зокрема авіаційного та водного транспорту; економічної: бухгалтерського та податкового обліку; фінансово-господарської діяльності; фінансово-кредитних операцій; товарознавчої: машин, обладнання, сировини й товарів народного споживання; автотоварознавчої;  транспортно-товарознавчої; військового майна, техніки й озброєння; експертизи у сфері інтелектуальної власності: літературних і художніх творів; фонограм, відеограм, програм (передач) організації мовлення; винаходів і корисних моделей; промислових зразків; сортів рослин і порід тварин; комерційних (фірмових) найменувань, торговельних марок (знаків для товарів і послуг), географічних зазначень; топографій інтегральних мікросхем; комерційної таємниці (ноу-хау) і раціоналізаторських пропозицій; економічної у сфері інтелектуальної власності; мистецтвознавчої; фармацевтичної; зоотехнічної; екологічної; військової.
У залежності від принципу обов'язковості призначення, судові експертизи діляться на такі, що повинні бути обов'язково призначені і такі, що їх призначення залежить від слідчого чи суду (необов'язкові).
У залежності від наявності відповідних і необхідних об'єктів дослідження та їх характеристик, судові експертизи можуть мати назву: діагностичні, класифікаційні чи ідентифікаційні.
У залежності від порядку призначення судові експертизи можуть бути первинні і повторні.
У залежності від важливості висновку судового експерта, судові експертизи можуть бути основні і додаткові.
У залежності від кількості об'єктів судово-експертного дослідження, судові експертизи можуть бути малооб'єктними і багатооб'єктними.
У залежності від використання кількості послідовних методів дослідження, судові експертизи можуть бути простими і складними.
У залежності від кількості судових експертів, які проводять судово-експертне дослідження, судові експертизи можуть бути одноосібні і комісійні.
І, нарешті, у залежності від роду спеціальних знань, що використовуються, судові експертизи можуть бути однорідні і комплексні..

## Призначення і проведення експертизи

### Укримінальному процесі
Експертиза проводиться експертом за зверненням сторони кримінального провадження або за дорученням слідчого судді чи суду, якщо для з'ясування обставин, що мають значення для кримінального провадження, необхідні спеціальні знання. Не допускається проведення експертизи для з'ясування питань права.
Слідчий або прокурор зобов'язаний звернутися до експерта для проведення експертизи щодо:
1. встановлення причин смерті;
2. встановлення тяжкості та характеру тілесних ушкоджень;
3. визначення психічного стану підозрюваного за наявності відомостей, які викликають сумнів щодо його осудності, обмеженої осудності;
4. встановлення віку особи;
5. встановлення статевої зрілості потерпілої особи.

Сторона обвинувачення залучає експерта за наявності підстав для проведення експертизи, у тому числі за клопотанням сторони захисту чи потерпілого. Сторона захисту має право самостійно залучати експертів на договірних умовах для проведення експертизи, у тому числі обов'язкової.

### Усправах про адміністративні правопорушення
Експерт призначається органом (посадовою особою), у провадженні якого перебуває справа про адміністративне правопорушення, у разі коли виникає потреба в спеціальних знаннях, у тому числі для визначення розміру майнової шкоди, заподіяної адміністративним правопорушенням, а також суми грошей, одержаних внаслідок вчинення адміністративного правопорушення, які підлягатимуть конфіскації.

### У необвинувальних процесах
У цивільному, господарському, адміністративному процесах для з'ясування обставин, що мають значення для справи і потребують спеціальних знань у галузі науки, мистецтва, техніки, ремесла тощо, суд призначає експертизу за заявою осіб, які беруть участь у справі.
Сторони мають право домовитися про залучення експертами певних осіб. Особи, які беруть участь у справі, мають право подати суду питання, на які потрібна відповідь експерта. Кількість і зміст питань, за якими має бути проведена експертиза, визначається судом.
У цивільному процесі призначення експертизи є обов'язковим у разі заявлення клопотання про призначення експертизи обома сторонами. Призначення експертизи є обов'язковим також за клопотанням хоча б однієї із сторін, якщо у справі необхідно встановити:
1. характер і ступінь ушкодження здоров'я;
2. психічний стан особи;
3. вік особи, якщо про це немає відповідних документів і неможливо їх одержати[22].

### Увиконавчому провадженні
Для з'ясування та роз'яснення питань, що виникають під час здійснення виконавчого провадження і потребують спеціальних знань, державний виконавець з власної ініціативи або за заявою сторін призначає експерта або спеціаліста (у разі необхідності — кількох експертів або спеціалістів), а для оцінки майна — суб'єктів оціночної діяльності — суб'єктів господарювання.